# Sosa (Chiba)
Sosa (匝瑳市 Sosa-shi) é uma cidade japonesa localizada na província de Chiba.
Em 1 de Outubro de 2007 a cidade tinha uma população estimada em 41 379 habitantes e uma densidade populacional de 406,6 h/km². Tem uma área total de 101,78 km².
Recebeu o estatuto de cidade a 23 de Janeiro de 2006. A cidade foi criada por intermédio da fusão da antiga cidade de Yokaichiba com a vila de Nosaka do distrito de Sosa.